# Denis Baupin

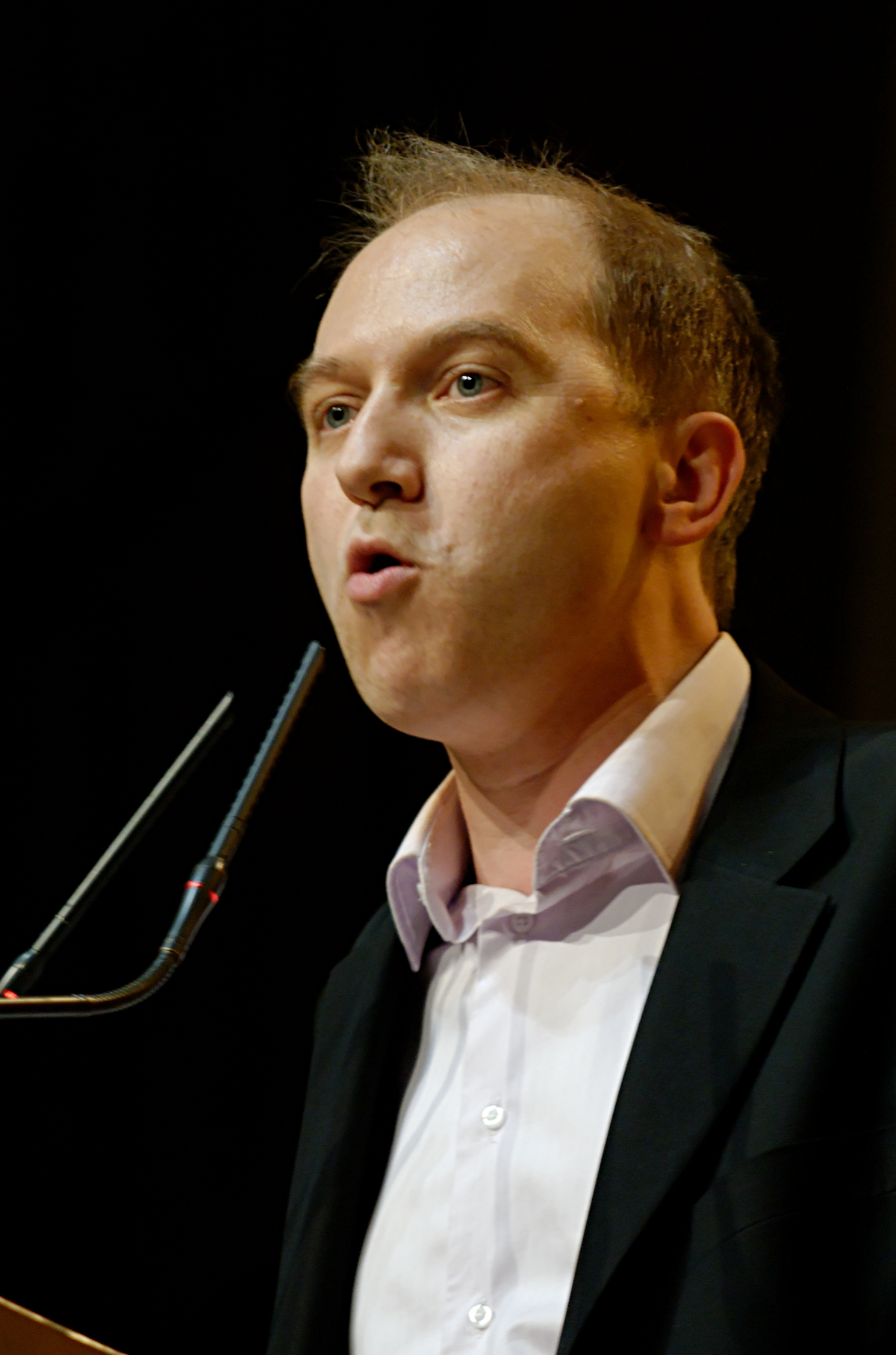
Denis Baupin (2006)

Denis Baupin [dəˈni boˈpɛ̃] (* 2. Juni 1962 in Cherbourg) ist ein französischer Politiker, der bis April 2016 der Partei Europe Écologie-Les Verts angehörte. Von 2012 bis zu seinem Rücktritt im Mai 2016 war er Vizepräsident der französischen Nationalversammlung.

## Leben und Wirken

### Eintritt in die Politik
Baupin absolvierte eine Ingenieurausbildung an der Elitehochschule École Centrale Paris. Seit 1989 war er Mitglied von Les Verts, der Grünen Partei Frankreichs. Von 1990 an arbeitete er für deren Spitzenpolitikerin Dominique Voynet, zunächst als ihr Berater im Europaparlament, 1993 dann als Assistent im Wahlkampf für die Nationalversammlung und schließlich bei der Präsidentschaftswahl 1995. Als Voynet im Kabinett von Lionel Jospin 1997 Umweltministerin wurde, wurde er ihr Berater. Im Jahr 1998 wurde er Parteisprecher auf nationaler Ebene; in diesem Amt verblieb er bis 2002.

### Stadtrat von Paris
Als Verkehrsbeauftragter im Stadtrat von Paris (2001 bis 2008) unter Bürgermeister Bertrand Delanoë erwarb er sich die Schmähnamen Khmer vert („grüner Khmer“; in Anspielung auf die kambodschanische Extremistenbewegung Rote Khmer) und Ayatollah anti-voitures („Anti-Auto-Ajatollah“), weil er umfangreiche Maßnahmen zugunsten des Radfahrens und öffentlicher Verkehrsmittel gegenüber privaten Kraftfahrzeugen ergriffen hatte. Zu Baupins Leistungen in dieser Funktion zählt neben der Einrichtung von Bus- und Fahrradspuren im Pariser Stadtgebiet vor allem das Fahrradverleihsystem Vélib’.
Seit März 2008 war er stellvertretender Bürgermeister von Paris mit dem Aufgabengebiet nachhaltige Entwicklung und Umwelt. Insbesondere war er für das Ausarbeiten des Klimaschutzplans (Plan climat) für die Stadt Paris zuständig.

### Vizepräsident der Nationalversammlung

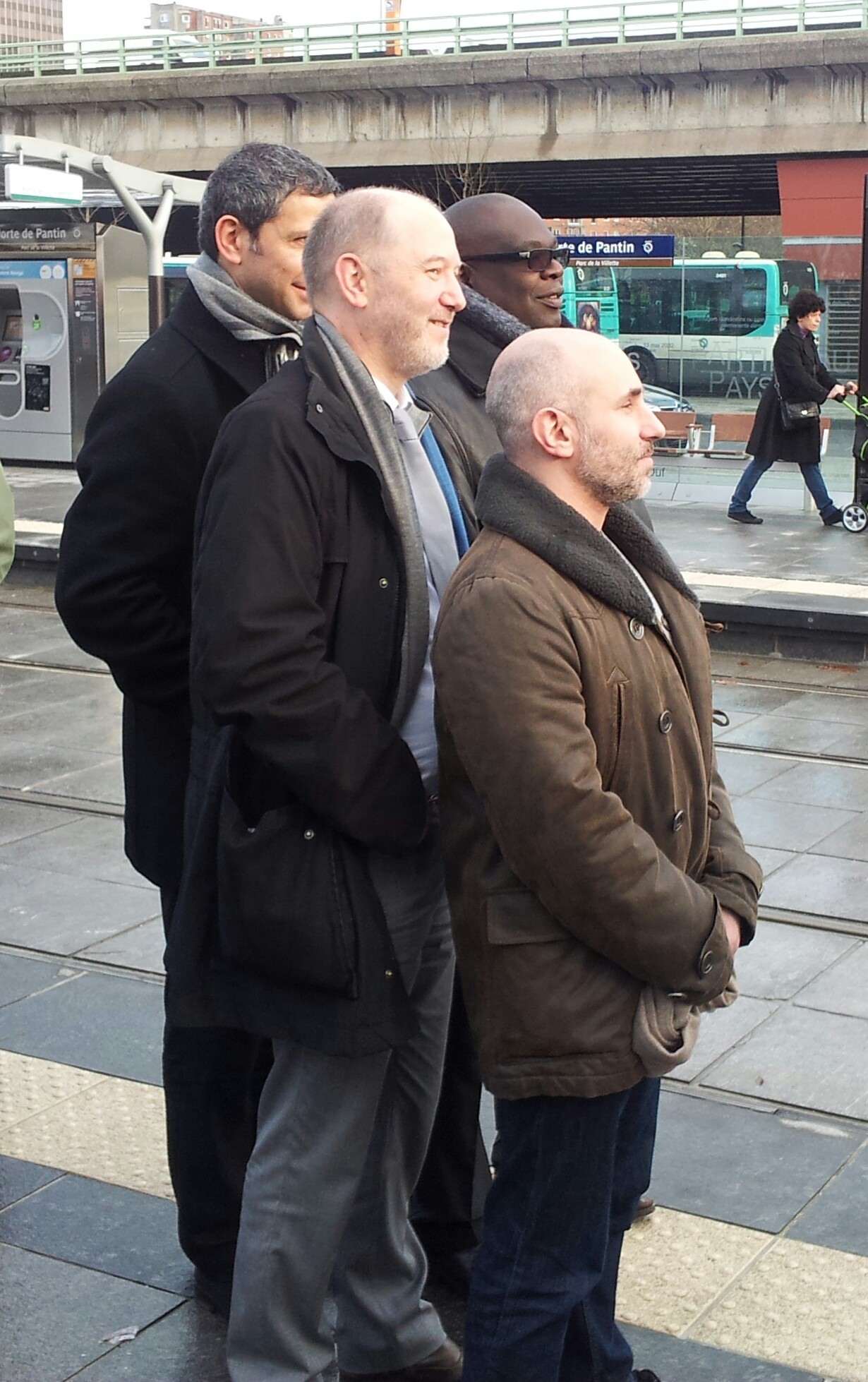
Denis Baupin (2. v. l.) 2012 mit anderen EELV-Politikern bei der Einweihung eines neuen Streckenabschnitts der Linie 3 der Pariser Straßenbahn

Am 20. Juni 2012 wurde Baupin als Abgeordneter des 10. Wahlbezirks von Paris für die aus Les Verts hervorgegangene Partei Europe Écologie-Les Verts (EELV) in die Nationalversammlung gewählt. Eine Woche später wurde er Vizepräsident der Kammer, gleichzeitig mit dem Amtsantritt von Claude Bartolone als deren Präsident.
Als Parlamentarier befasste er sich insbesondere mit der Frage des Ausstiegs Frankreichs aus der Kernenergie. Dieser war ein Wahlversprechen der seit 2012 regierenden Parti socialiste gewesen, das allerdings von Präsident Hollande bereits unmittelbar nach der Wahl fallengelassen worden war. Hierfür kritisierte Baupin die Sozialisten, mit denen seine Partei EELV ein Wahlbündnis eingegangen war, scharf. 
Allerdings befürwortete er in der Folge als Angehöriger des rechten Flügels von EELV den Verbleib der Partei in der Regierung und unterstützte die von der sozialistischen Umweltministerin Ségolène Royal eingebrachte Gesetzesvorlage der Regierung zur Energiewende. Ebenso stimmte er für das von der Regierung nach dem Anschlag auf Charlie Hebdo eingebrachte Gesetz zur Erweiterung der Befugnisse der Geheimdienste (Juli 2015) sowie für die Verfassungsänderungen in der Folge der Terroranschläge am 13. November 2015 in Paris, die den Notstand in der Verfassung definiert sowie die Ausbürgerung von Terrorismus-Verurteilten vorsieht.

### Austritt aus der Partei
Wegen politischer Differenzen mit der Parteiführung von EELV, insbesondere mit Cécile Duflot und deren Anhängern, gab er am 18. April 2016 seinen Austritt aus der Partei bekannt. Während Duflot und ihre Anhänger in grundsätzliche Opposition zur Regierung unter Staatspräsident François Hollande gegangen waren, befürworteten Baupin wie auch dessen Ehefrau Emmanuelle Cosse und andere EELV-Politiker die Zusammenarbeit mit und in der Regierung; Cosse, die Generalsekretärin von EELV gewesen war, hatte im Februar 2016 einen Ministerposten im Kabinett Valls II angenommen und die Partei ebenfalls verlassen.

### Skandal um Anschuldigungen zu sexueller Belästigung
Etwa drei Wochen nach der Bekanntgabe von Baupins Parteiaustritt veröffentlichten das Internetmagazin Mediapart und das öffentlich-rechtliche Hörfunkprogramm France Inter am 8. Mai 2016 Anschuldigungen von vier weiblichen Abgeordneten von EELV sowie vier weiteren Frauen, die ihm sexuelle Belästigung in zurückliegenden Jahren vorwarfen. Daraufhin trat Baupin am 9. Mai 2016 von seinem Amt als Vizepräsident des Parlaments zurück.
Einige der angeblich betroffenen Frauen erklärten, sie hätten es als besonders empörend empfunden, dass Baupin sich mehrfach öffentlich für Frauenrechte, insbesondere im Zusammenhang mit sexueller Gewalt, eingesetzt habe; zudem pflegte er andere Politiker moralisch zu verurteilen, denen sexuelle Belästigung vorgeworfen worden war. Ein plakativer Auftritt Baupins mit anderen männlichen Politikern zum Weltfrauentag am 8. März 2016 habe schließlich den Beschluss der Frauen ausgelöst, gemeinsam an die Öffentlichkeit zu gehen.
Am 2. Juni 2016 erstatteten drei der angeblichen Opfer – die Abgeordnete Isabelle Attard, die EELV-Parteisprecherin Sandrine Rousseau und die Kommunalpolitikerin Elen Debost – Strafanzeige gegen Baupin. Einen Tag zuvor war in der Zeitung L’Obs ein Interview mit Baupin erschienen, in dem dieser Stellung zu den in den Medien veröffentlichten Vorwürfen genommen und jegliche Anschuldigungen strafbarer Handlungen zurückgewiesen hatte; seine Avancen gegenüber den Frauen bezeichnete er als „Verführungsspiele“ (« jeux de séduction ») in gegenseitigem Einvernehmen.
Am 8. Dezember 2016 kündigte Baupin an, keine Kandidatur bei der Parlamentswahl in Frankreich 2017 anzustreben, sich jedoch auch nicht aus der Politik zurückziehen zu wollen.
Ein Ermittlungsverfahren wegen des Verdachts auf sexuelle Aggression und Belästigung, das die Staatsanwaltschaft Paris bereits am 10. Mai 2016 eröffnet hatte, wurde am 6. März 2017 wegen Verjährung eingestellt.
Am 4. Februar 2019 begann ein Strafprozess gegen Mediapart und France Inter sowie gegen sechs Beschuldigerinnen, gegen die Baupin Anzeige wegen übler Nachrede erstattet hatte. In der Verhandlung plädierte die Staatsanwaltschaft auf Freispruch. Die plädierende Staatsanwältin lobte den „Mut derjenigen, die vor dem Gericht erschienen sind“ (d. h. der Angeklagten; Baupin war als Nebenkläger der Verhandlung ferngeblieben) und stellte fest: „Kein Element in dieser Verhandlung gestattet es, die Ernsthaftigkeit der Aussagen [der Angeklagten] in Zweifel zu ziehen.“ Die Recherchearbeit von Mediapart und France Inter bezeichnete sie als „seriös“. Am 19. April 2019 wurden alle Angeklagten freigesprochen; der Nebenkläger Baupin hingegen wurde zu Schadenersatzzahlungen an die Angeklagten in Höhe von insgesamt 7500 Euro verurteilt. Bei der Urteilsverkündung führte der vorsitzende Richter aus, zwar hätten vier der beanstandeten journalistischen Beiträge durchaus „verleumderischen Charakter“ gehabt. Allerdings hätten alle Angeklagten, sowohl die Beschuldigerinnen Baupins als auch die Journalisten, in gutem Glauben gehandelt. Die Formulierungen in den Artikeln seien „hinreichend vorsichtig“ gewesen. Die von Baupins Anwälten bemühte Hypothese der politischen Verschwörung stehe im Widerspruch zu im Kern übereinstimmenden Zeugenaussagen unterschiedlicher Personen verschiedener Herkunft. Die Unausgewogenheit der Darstellung im Artikel sei insofern von Baupin nicht zu beanstanden gewesen, als dieser auf Kontaktversuche durch die Journalisten vor der Veröffentlichung nicht reagiert habe. Dass Baupin sich dem Verfahren als Nebenkläger angeschlossen hatte, bezeichnete das Gericht als „vermessen und missbräuchlich“. Baupins Anwalt ließ zunächst offen, ob sein Mandat gegen das Urteil Berufung einlegen werde; am 30. April 2019 berichteten französische Leitmedien, dass Baupin die Berufungsfrist habe verstreichen lassen.